# Masséna (métro de Lyon)
Pour les articles homonymes, voir Masséna.
Masséna est une station de métro française de la ligne A du métro de Lyon, située cours Vitton entre les rues de la Tête d'Or et Masséna dans le quartier des Brotteaux dans le 6e arrondissement de Lyon, préfecture de la région Auvergne-Rhône-Alpes.
Elle est mise en service en 1978, lors de l'ouverture à l'exploitation de la ligne A.

## Situation ferroviaire
La station Masséna est située sur la ligne A du métro de Lyon, entre les stations Foch et Charpennes - Charles Hernu.

## Histoire
La station « Masséna », est mise en service le 2 mai 1978, lors de l'ouverture officielle de l'exploitation de la ligne A du métro de Lyon, de la station de Perrache à celle de Laurent Bonnevay - Astroballe.
Elle est construite, comme la ligne, dans un chantier à ciel ouvert cours Vitton entre les rues de la Tête d'Or et Masséna. Elle est édifiée suivant le plan général type de cette première ligne, deux voies encadrées par deux quais latéraux de 70 mètres de longueur et larges de 3 mètres chacun,. Il n'y a pas de personnel, des automates permettent l'achat et d'autres le compostage des billets.
Le choix de l'emplacement est un stigmate du projet originel de desserte de la gare de Lyon-Brotteaux par un triangle formant une antenne de la ligne A avec deux branches dont seule celle vers la station Charpennes - Charles Hernu a été construite, celle sous le boulevard des Belges ayant été supprimée quand la décision de créer à la place la ligne B du métro pour desservir le quartier de la Part-Dieu a été entérinée.
En 2001, elle est équipée d'ascenseurs pour les personnes à mobilité réduite, et le 11 avril 2005 des portillons d'accès sont installés dans les entrées, elle est la première station du réseau à en être équipée.
La décoration d'origine a été modifiée à partir des années 1990 : le bandeau-caisson lumineux a troqué le orange originel pour le gris, suivi tardivement par les sièges en 2014, passant du marron foncé au  gris.

## Service des voyageurs

### Accueil
La station compte quatre accès, deux par sens, au nord pour la direction de Vaulx-en-Velin - La Soie et au sud pour la direction Perrache. Elle dispose dans chacun des accès de distributeur automatique de titres de transport et de valideurs couplés avec les portillons d'accès.

### Desserte
Masséna est desservie par toutes les circulations de la ligne.

### Intermodalité
Un arrêt d'autobus du réseau Transports en commun lyonnais (TCL), de la ligne 38 direction Caluire uniquement, est à proximité.
Outre les rues et places avoisinantes, elle permet de rejoindre à pied différents sites, notamment : le lycée du Parc, la mairie du 6e arrondissement et le parc de la Tête d'Or.